# Реакция Гриньяра
Реакция Гриньяра — металлорганическая химическая реакция, в которой арил- или алкилмагнийгалогениды (также называемые реактивами Гриньяра) действуют как нуклеофилы, атакуя электрофильный атом углерода с образованием углерод — углеродной связи.
Реакция Гриньяра — важный метод как создания углерод-углеродных связей, так и связей углерод-гетероатом (P, Sn, B, Si и др.)

## Получение реактивов Гриньяра
Пример реактива Гриньяра - этилмагнийбромид C2H5MgBr. 
Реактивы Гриньяра обычно синтезируют в абсолютном простом эфире (диэтиловом, диамиловом или тетрагидрофуране) реакцией металлического магния с арил- или алкилгалогенидом, и другими галоген-содержащими соединениями (обычно применяют иодиды или бромиды; хлориды применяют редко, а фториды к реакции с магнием не способны). Сама реакция протекает через образование четырёх или шестичленного интермедиата радикалов, галогенид ионов и катионов магния, после перераспределения зарядов устанавливается равновесие Шленка :
{\displaystyle {\mathsf {2RMgX\rightleftarrows MgX_{2}+MgR_{2}}}}
Для смещения реакции влево применяются координирующиеся на магний растворители (с жёстким гетероатомом, например, простые эфиры — диэтиловый эфир, тетрагидрофуран). Поскольку в них кислород является жёстким донором с высоким сродством к жёсткому катиону магния, при координировании молекул растворителя из частицы: {\displaystyle {\mathsf {MgX_{2}}}}·{\displaystyle {\mathsf {Et_{2}O}}} вытесняется «мягкий» анион галогена и присоединяется органический радикал, являющийся слабым донором. Кроме того, диоксан образует нерастворимые комплексы с галогенидами магния, а из бензола они выпадают самопроизвольно.
{\displaystyle {\mathsf {RX+Mg\rightarrow RMgX}}}
Похожие свойства проявляет цинк, являющийся более мягким аналогом реактивов Гриньяра (в реакциях с галогенидами карбонилов металлов магниевые реагенты атакуют CO даже при сильном охлаждении реакционной смеси, тогда как цинковые реагенты обменивают радикал на атом галогена)
{\displaystyle {\mathsf {(CO)_{5}MnI+MeMgI\rightarrow [(CO)_{4}(C(O)Me)Mn]_{2}}}}
{\displaystyle {\mathsf {(CO)_{5}MnI+MeZnI\rightarrow (CO)_{5}MnMe+ZnI_{2}}}}
Некоторые реактивы Гриньяра (например фенилмагнийбромид) являются коммерчески доступными в виде растворов в диэтиловом эфире или тетрагидрофуране.
1) Взаимодействие металлического магния с органическими галогенидами.
{\displaystyle {\mathsf {RX+Mg\rightarrow RMgX}}}
2) Трансметаллирование других металлорганических соединений (например литийорганических).
{\displaystyle {\mathsf {RLi+MgX_{2}\rightarrow RMgX+LiX}}}

## Область применения
Реактивы Гриньяра широко применяются для синтезов разных классов органических соединений. Некоторые примеры представлены ниже.
Реакции с карбонильными соединениями:
Реакции с другими электрофилами: